# Кронґ (Поморське воєводство)
Кронґ (пол. Krąg, нім. Krangen) — село в Польщі, у гміні Староґард-Гданський Староґардського повіту Поморського воєводства.
Населення — 607 осіб (2011).
У 1975-1998 роках село належало до Гданського воєводства.

## Демографія
Демографічна структура станом на 31 березня 2011 року:
|          | Загалом | Допрацездатний вік | Працездатний вік | Постпрацездатний вік |
| -------- | ------- | ------------------ | ---------------- | -------------------- |
| Чоловіки | 306     | 77                 | 208              | 21                   |
| Жінки    | 301     | 67                 | 192              | 42                   |
| Разом    | 607     | 144                | 400              | 63                   |